# Снегурка (мультфильм)
«Снегурка» — советский рисованный мультфильм, созданный киностудией «Союзмультфильм» в 1969 году по мотивам русской народной сказки.

## Сюжет
Наступила зима, и всюду навалило много снега. Дед да баба смотрели из окна избушки на веселящихся детишек, и им тоже хотелось иметь собственных детей. Поздно ночью они вышли во двор и слепили из снега красивую Снегурочку. Каково же было их удивление, когда Снегурка вдруг ожила и превратилась в прекрасную девочку!
Она поселилась в доме стариков и стала помогать им по хозяйству. Дед и баба не могли на неё нарадоваться. Плохо Снегурочке стало только тогда, когда наступило лето. Подружки позвали её на улицу погулять, а потом за деревней стали хоровод водить и затеяли игру — прыгать через костёр. Снегурочка прыгнула — и растаяла, стала тучкой малою — лёгким облаком, пролилась на землю тёплым дождиком, обернулась полем ромашковым, стало во поле зелёном белым-бело. Не горюйте, дедушка с бабушкой.

## Создатели
| Автор сценария            | Николай Эрдман |
| Стихи                     | Александра Тимофеевского |
| Режиссёр                  | Владимир Дегтярёв |
| Художники-постановщики    | Владимир Тарасов, Аркадий Тюрин |
| Оператор                  | Михаил Друян |
| Композитор                | Владислав Агафонников |
| Звукооператор             | Георгий Мартынюк |
| Художники-мультипликаторы | Антонина Алёшина, Борис Бутаков, Николай Фёдоров, Елизавета Комова, Владимир Крумин, Владимир Зарубин, Марина Рогова, Олег Комаров |
| Художники-декораторы      | Пётр Коробаев, Дмитрий Анпилов, Ирина Светлица, Вера Роджеро                                                                       |
| Монтажёр                  | Нина Майорова |
| Ассистенты                | Н. Сумарокова, Н. Наяшкова |
| Редактор                  | Зинаида Павлова |
| Директор картины          | Фёдор Иванов |